# 888

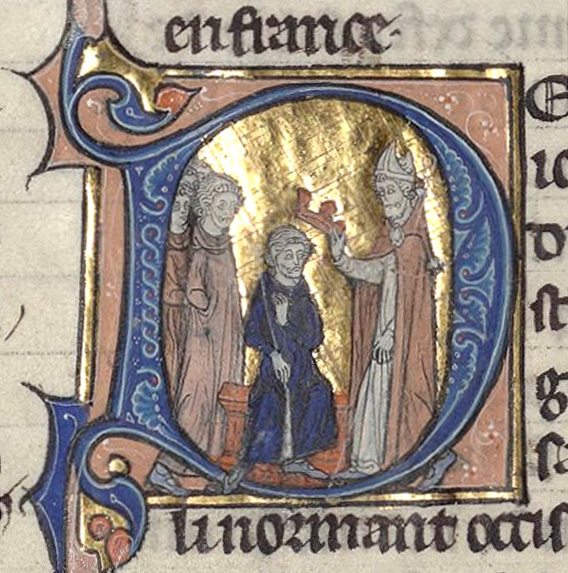
Odo I (888 - 898) wordt gekroond tot koning van het West-Frankische Rijk.

Het jaar 888 is het 88e jaar in de 9e eeuw volgens de christelijke jaartelling.

## Gebeurtenissen

### Europa
- 13 januari - Keizer Karel III ("de Dikke") overlijdt na een regeerperiode van 6 jaar en wordt begraven in de abdij van Reichenau (Baden).
- 29 februari - Odo I (graaf van Parijs en oudste zoon van Robert de Sterke) wordt gekroond als koning van het West-Frankische Rijk. Odo (ofwel Eudes) is de eerste niet-Karolingische koning van het Frankische Rijk. Hij draagt zijn adellijke titels (waaronder markgraaf van Neustrië) over aan zijn broer Robert.
- Zomer - Rudolf I, een zoon van Koenraad II van Auxerre, wordt gekozen tot koning van Opper-Bourgondië en probeert een onafhankelijk koninkrijk tot stand te brengen. Hij verovert delen van Elzas en Lotharingen, en laat zich tot koning van Lotharingen kronen.
- oktober - Op de Rijksdag van Regensburg moet Rudolf zijn claims voor Lotharingen opgeven in ruil voor erkenning van zijn koningschap in Bourgondië.
- Hertog Ranulf II van Poitiers weigert het koningschap van Odo I te erkennen en benoemt zichzelf 'koning' van Aquitanië. Hij steunt de 9-jarige Karel de Eenvoudige, een postume zoon van koning Lodewijk de Stamelaar, als rechtmatige opvolger van Karel III en geeft hem veilig onderdak aan het hof.
- Hertog Guido van Spoleto slaagt er niet in om koning te worden van het West-Frankische Rijk. Hij voert een opvolgingsstrijd met koning Berengarius I om de troon van Italië. Berengarius verslaat Guido, maar accepteert vanwege grote verliezen een wapenstilstand.
- Richard I, een Frankische edelman, steunt Rudolf I om koning te worden van Bourgondië. Hij verslaat daar de Vikingen die zich na het einde van het Beleg van Parijs hebben teruggetrokken.
- Fulco I volgt zijn vader Ingelgerius op als paltsgraaf van Anjou (Maine-et-Loire).

### China
- Keizer Xi Zong (Li Yan) overlijdt na een regeerperiode van 15 jaar. Hij wordt opgevolgd door zijn broer Zhao Zong als heerser van het Chinese Keizerrijk.

## Geboren
- Fulco I van Anjou, Frankisch graaf (overleden 942)
- Vratislav I, hertog van Bohemen (waarschijnlijke datum)

## Overleden
- 13 januari - Karel III (48), koning en keizer van de Franken
- 11 juni - Rembertus, aartsbisschop van Hamburg-Bremen
- Bořivoj I, hertog van Bohemen (of 889)
- Ingelgerius, Frankisch paltsgraaf
- Xi Zong (26), keizer van het Chinese Keizerrijk